# Tachina calliphon
Tachina calliphon är en tvåvingeart som först beskrevs av Walker 1849.  Tachina calliphon ingår i släktet Tachina och familjen parasitflugor. Inga underarter finns listade i Catalogue of Life.